# Авіс (телеканал)
Авіс — Макарівський місцевий недержавний інформаційно-розважальний телеканал. Розпочав мовлення у 1999 році. Транслювався на території селища Макарів і Макарівської селищної громади Бучанського району Київської області до 1 березня 2022 року. Станом на 2024 рік має ліцензію на мовлення в місцевому цифровому мультиплексі 44-й ТВК (DVB-T2).
Діяльність компанії включає створення та розповсюдження інформаційних, пізнавальних, культурологічних, музично-розважальних програм та передач.

## Історія
Приватне підприємство «Авіс», засновником якого є Юрій Олександрович Вареник, було зареєстроване в Макарові 21 листопада 1994 року.
У 1999 році засновано ТРК «Авіс» та розпочато мовлення на 22 ТВК в селищі Макарів. З 2004 до 01.09.2018 року — мовлення на 22 ТВК спільно з ТРК «Україна». фактичне аналогове покриття включало не лише колишній Макарівський, а й частини колишніх Бородянського та Фастівського районів.
7 листопада 2019 — телеканалу «Авіс» першому на Київщині видано ліцензію на мовлення в цифровому локальному мультиплексі на 44 ТВК.
Наприкінці 2020 року телеканал «Авіс» припинив мовлення на 22 ТВК (100 Вт).
Липень 2021 — розпочато мовлення місцевого МХ на 44 ТВК, в ефірі телеканал «Авіс HD» (100 % програми телеканалу «Погляд»), згідно звіту НР 1 лютого 2022 року.
ТОВ «Авіс-Макарів» отримало ліцензію на радіомовлення на частоті 92,6 МГц у смт Макарові (позивні: «Радіо-Макарів»).
01.02.2022 компанія розпочала мовлення за здобутою на конкурсі цифровою ліцензією, однак після початку широкомасштабного вторгнення Росії в Україну 27 лютого 2022 року Макарів було знеструмлено, відтак телеканал «Авіс» перестав працювати.
Під час активних бойових дій у лютому-березні були ушкоджені передавач, обладнання та приміщення студії. Керівник телекомпанії Юрій Вареник та кілька співробітників пішли служити у ЗСУ, жіноча частина редакції виїхала за кордон.
13 червня 2024 року анульовано ліцензію на аналог: 22 ТВК 100 Вт 4 год/добу.
Станом на кінець 2024 року компанія готується до відновлення мовлення, а також планує запуск «Радіо Макарів». Телеканал і радіостанція були зареєстровані як аудіовізуальні медіа.